# 제2격
제2격(第二擊, 영어: second strike)은 냉전 시절 미국과 소련의 핵무기 정책이며 핵억지력의 핵심 구성요소이다.

## 제1격
제1격은 선제타격 핵전략인데 비해 제2격은 보복 핵공격 개념이다.

## SLBM
제1격(선제타격), 경보즉시발사의 핵심수단이 지하 사일로에서 발사되는 지상배치 ICBM이다. 반면에 제2격의 핵심수단은 SSBN(전략원잠)에서 발사되는 SLBM이다. 잠수함은 은닉성이 뛰어나 선제타격을 하기 힘들다. 따라서, 보복 핵공격인 제2격의 필수적인 수단으로 인정되어 왔다.
프랑스는 지상배치 ICBM을 폐기하고, 오로지 SSBN(전략원잠)에 SLBM만으로 핵무장을 하고 있다. 즉 제1격(선제타격), 경보즉시발사를 폐기하고 제2격의 핵무기 정책만을 유지하고 있다.
중국은 지상배치 ICBM은 존재하지만, 핵탄두와 미사일을 분리시켜 놓았다. 반면에 SSBN(전략원잠)에 SLBM은 즉시발사상태를 유지하고 있어서, 역시 제2격의 핵무기 정책만을 유지하고 있다.

## 같이 보기
- 상호확증파괴(MAD)
- 제1격
- 경보즉시발사(LOW)